# Heinrich Wilhelm von Horn

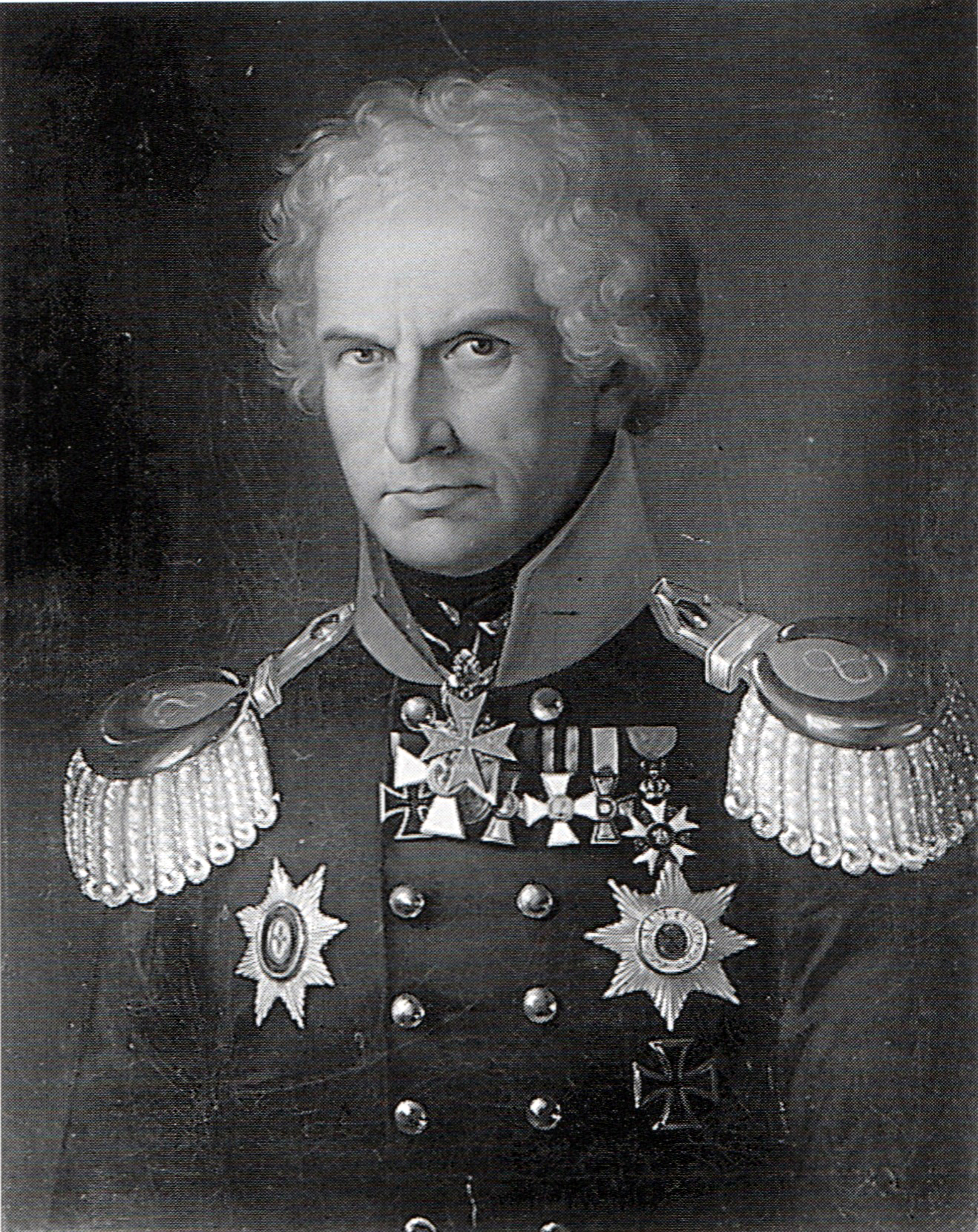
Heinrich Wilhelm von Horn

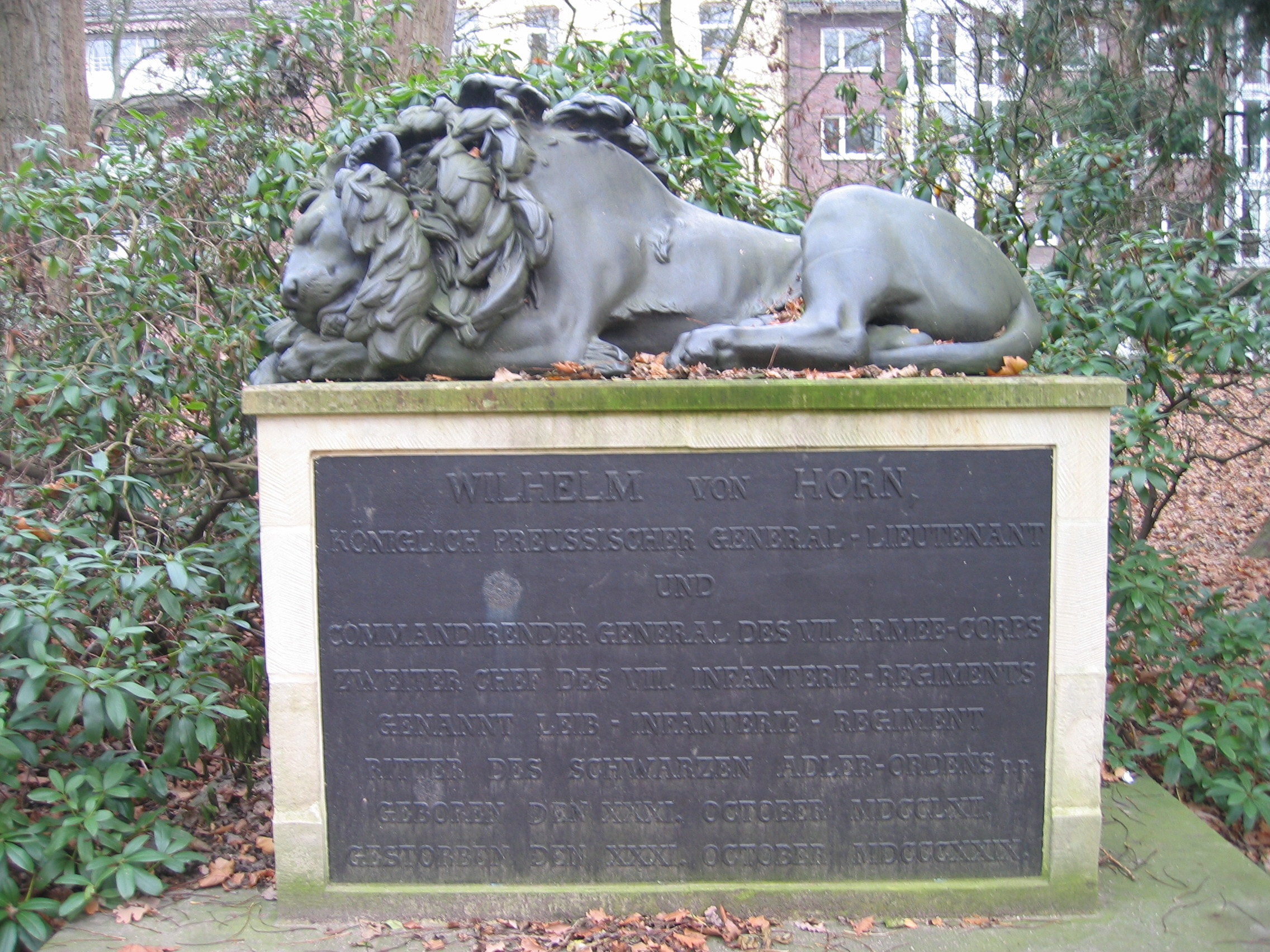
Das Grabmal von Heinrich Wilhelm von Horn zu Münster

Heinrich Wilhelm von Horn (* 31. Oktober 1762 in Warmbrunn, Fürstentum Schweidnitz; † 31. Oktober 1829 in Münster) aus dem Briefadelsgeschlecht Horn war ein preußischer Generalleutnant.

## Leben

### Herkunft
Heinrich Wilhelm war der Sohn von Johann Christian von Horn (1722–1797) und dessen Ehefrau Maria Rosine, geborene Becker (1724–1794). Sein Vater hatte am 1. September 1772 den Preußischen Adelstand erhalten.

### Militärischer Werdegang
Horn besuchte ab 17. November 1774 das Berliner Kadettenhaus und wurde am 25. März 1778 als Gefreiterkorporal im Infanterieregiment „von Luck“ (Füsilierregiment Nr. 53) der Preußischen Armee angestellt. Mit diesem nahm er am Bayerischen Erbfolgekrieg teil und wurde am 10. August 1782 Sekondeleutnant. Ab 12. Mai 1790 war Horn Adjutant des Generals Franz Andreas von Favrat. Im Feldzug in Polen 1794/95 nahm er an der Schlacht von Rawka sowie der Belagerung von Warschau teil und erhielt für seine Verdienste am 6. Juni 1794 den Orden Pour le Mérite.
Horn führte im Russlandfeldzug 1812 als Oberstleutnant eine Brigade des preußischen Hilfskorps unter General Yorck von Wartenburg und in den Befreiungskriegen 1813 als Oberst bei Möckern, Königswartha/Weißig und Bautzen ebenfalls eine Brigade. Seine rücksichtslose Tapferkeit und zugleich seine ausnehmende Derbheit machten den „alten Herrn“ zu einem der volkstümlichsten Generale der Befreiungskriege. Für die Schlacht bei Leipzig erhielt Horn am 8. Dezember 1813 das Eichenlaub zum Pour le Mérite.
Am 3. Oktober 1815 wurde Horn Kommandant von Magdeburg sowie am 23. November 1815 zusätzlich auch Inspekteur der Landwehr in seinem Regierungsbezirk. In diesen Stellungen erfolgte am 30. März 1817 seine Beförderung zum Generalleutnant. 1820 machte Friedrich Wilhelm III. ihn zum Kommandierenden General des VII. Armee-Korps. In Magdeburg wurde er 1814 Mitglied der Freimaurerloge Ferdinand zur Glückseligkeit.
Im Jahr 1828 machte Horn, der schon 1827 die Impfpflicht für Rekruten eingeführt hatte, den preußischen König Friedrich Wilhelm III. darauf aufmerksam, dass die Fabrikgegenden wegen der von Kinderarbeit verursachten körperlichen Beeinträchtigungen junger Männer nicht mehr genügend Rekruten stellen können, und klagte den Übelstand an, dass Kinder „von den Fabrikunternehmern in Masse sogar des Nachts zu Arbeiten benutzt werden“. Daraufhin wurde durch das „Preußische Regulativ“ von 1839 den Kindern unter neun Jahren die Arbeit verboten, für Jugendliche wurde sie auf zehn Stunden täglich beschränkt und nachts ganz verboten.

### Familie
Horn heiratete in erster Ehe 1790 Wilhelmine von Holwede († 1792), Tochter des Generalleutnants Friedrich Christian Karl von Holwede. Das Paar hatte die Tochter Wilhelimine Karoline Auguste (1792–1816). In zweiter Ehe heiratete er am 13. März 1796 Regine Marie Elisabeth Wilhelmine von Raabe (1768–1800). Aus dieser Ehe ging der spätere Generalleutnant Rudolf (1798–1863) hervor. In dritter Ehe heiratete er schließlich am 13. September 1802 in Danzig Henriette Konstantia Sidonie von Blankenstein (1781–1846). Aus dieser Ehe entstammte Adolfine Henriette Amape Ludowika (* 1803) – heiratete 1824 den General Eduard von Schlegel – und Albertine Henriette Josephine Marianne (1808–1818).

## Ehrungen
- Ehrenlegion am 4. September 1812
- Roter Adlerorden II. Klasse mit Eichenlaub am 16. Januar 1818
- Ritter des Schwarzen Adlerordens am 14. März 1828
- Benennung eines Forts der Festung Danzig mit seinem Namen am 21. September 1860
- Hornstraße im „Generalszug“ in Berlin-Kreuzberg (benannt am 24. August 1873); zuvor ein Abschnitt der Yorckstraße, benannt nach seinem Vorgesetzten und Kampfgefährten.[4]
- Hornstraße in Münster; Verbindungsstraße zwischen der Hammer Straße und der Geiststraße.
- Hornstraße in Köln
- Das Infanterie-Regiment „von Horn“ (3. Rheinisches) Nr. 29 wurde am 27. Januar 1889 nach ihm benannt
- Hornkaserne in Trier